# Walk-on
Als Walk-on werden im Hochschulsport in den Vereinigten Staaten diejenigen studierenden Sportler bezeichnet, die sich bei offenen Probetrainings (tryout) selbst um die Aufnahme in eine College-Mannschaft bewerben. Dies steht im Gegensatz zu den Studenten, die aufgrund ihrer Leistungen in High-School-Mannschaften vom Trainer angeworben (recruited) wurden und in der Regel ein Sportstipendium (athletic scholarship) erhalten.
Bei Walk-ons handelt es sich oft um Athleten, die von kleineren High Schools kommen oder zu Hause unterrichtet wurden, und deshalb den Talentscouts der College-Mannschaften nicht aufgefallen sind beziehungsweise von diesen nicht gut genug eingestuft wurden. Sie müssen zudem als normale Studenten die zum Teil hohen Studiengebühren (tuition) selbst aufbringen, sofern diese Kosten nicht durch andere Stipendien, beispielsweise für Studenten mit herausragenden akademischen Leistungen beziehungsweise Begabungen oder für Angehörige von Minderheiten, abgedeckt werden. In einigen Fällen, wenn beispielsweise in einer Mannschaft alle verfügbaren Sportstipendien bereits vergeben sind, können gezielt rekrutierte Sportler als invited Walk-on, recruited Walk-on oder preferred Walk-on aufgenommen werden. Sie erhalten im weiteren Verlauf ihres Studiums oft auch ein Sportstipendium. Auch Football-Spieler auf stark spezialisierten Positionen wie Punter und Kicker beginnen ihre Karriere oft als Walk-on und erhalten erst nach entsprechenden Leistungen ein Stipendium.
Im College Football und im College Basketball fungieren die meisten Walk-ons als Reservespieler, die beispielsweise auch nicht mit zu Auswärtsspielen reisen. Sie zählen im Football größtenteils zum sogenannten Practice team, dessen Aufgabe darin besteht, im Training gegen das reguläre Team die Spielweise gegnerischer Mannschaften zu simulieren. Walk-on-Spieler können bei entsprechenden Leistungen in die Startformation aufsteigen und sich in einigen Fällen auch für ein Stipendium qualifizieren. Für den herausragendsten Spieler im College Football, der seine Karriere als Walk-on begann, wird seit 2010 die nach Brandon Burlsworth benannte Burlsworth Trophy verliehen. In anderen Sportarten wie Baseball, Fußball oder Lacrosse ist die Zahl der Spieler mit einem Stipendium deutlich kleiner, so dass auch Walk-ons zur regulären Mannschaft gehören können.
An den Hochschulen der Ivy League werden grundsätzlich keine Sportstipendien im Sinne von „athletic scholarships“ vergeben. Trotzdem werden auch hier teilweise intensiv Sportler rekrutiert, die zwar den akademischen Ansprüchen dieser Hochschulen genügen müssen, jedoch in der Regel auf eine Empfehlung der rekrutierenden Hochschultrainer für ein „financial aid“-Programm der jeweiligen Hochschulen setzen können.